# PROva Cabal
PROva Cabal é o primeiro álbum de estúdio solo do rapper brasileiro C4bal. Foi lançado em 31 de Janeiro de 2006 pela gravadora Universal Music. São 14 faixas, incluindo os destaques "Prova pro Povo", "Mão pra Cima" e "Outro Julgamento".

## Faixas
| N.º | Título                                   | Duração |  |
| 1.  | "Intro Julgamento"                       | 0:38    |  |
| 2.  | "Prova pro Povo"                         | 2:55    |  |
| 3.  | "Som da Rua"                             | 3:22    |  |
| 4.  | "Mexe seu Corpo" (part. Leilah Moreno)   | 4:05    |  |
| 5.  | "Temporada de Caça"                      | 4:31    |  |
| 6.  | "Org & Progresso" (part. Rhossi)         | 4:16    |  |
| 7.  | "Mão pra Cima"                           | 4:22    |  |
| 8.  | "Representa" (part. Helião e Negra Li)   | 3:56    |  |
| 9.  | "Quem Vai?"                              | 3:45    |  |
| 10. | "Melhor Amiga"                           | 4:28    |  |
| 11. | "Momentos (4 de Abril)" (part. Gilliard) | 3:20    |  |
| 12. | "Flow do Milhão"                         | 3:22    |  |
| 13. | "Outro Julgamento"                       | 0:31    |  |
| 14. | "Viver Bem"                              | 3:23    |  |